# Bandeira de São Bernardo do Campo
A Bandeira do Município de São Bernardo do Campo é constituída pela cor branca.
Sua principal característica é por possui uma bandeira de coloração total branca a qual representa a paz almejada pelos seus habitantes, tendo o brasão municipal no centro.
A bandeira fora constituída através da Lei Municipal nº 181 de 23 de outubro de 1952, como um dos símbolos da cidade, junto do brasão

## Ligação externa
Portal da prefeitura de São Bernardo do Campo